# De blijdschapper
Heer Bommel en de blijdschapper of kortweg De blijdschapper is het 131ste verhaal uit de Bommelsaga, geschreven en getekend door Marten Toonder. Het verhaal verscheen voor het eerst op 28 maart 1970 en liep tot 7 juli van dat jaar. Het centrale thema in dit verhaal is de "blijde boodschap van de leedaanzegger".
Het verhaal is opgenomen in de bundel Met uw welnemen (1973), samen met De grote Barribal en Het losgetrilde inzicht.

## Samenvatting
De tovenaar Hocus Pas schakelt Cornelis Zwadder (de "Zwarte Zwadderneel") in om blijdschap te brengen in plaats van treurnis. Zwadderneel ontmoet heer Bommel en de twee werken een tijdlang samen om te zorgen dat in Rommeldam iedereen gelukkig wordt. Vrijwel alles gaat echter mis. Van zijn opdrachtgever krijgt Zwadder geregeld nieuwe voorwerpen die zijn opdracht makkelijker moeten maken, zoals een speciaal koffertje en een doosje met wonderpillen die zorgen dat iemand wordt zoals diegene zou willen zijn.
Uiteindelijk lukt het Cornelis Zwadder toch niet om "blijdschapper" te worden, en hij wordt door heer Bommel – die inmiddels zwaar genoeg van hem heeft – de stad uit gejaagd. Hocus Pas besluit Zwadder elders alsnog een nieuwe kans te geven.

## Voetnoten
1. ↑  https://resolver.kb.nl/resolve?urn=ddd:010462832:mpeg21:a0059 78 strips in de Amigoe di Curacao
2. ↑  Met uw welnemen, bibliotheek.nl

## Hoorspel
- De blijdschapper in het Bommelhoorspel